# Illa de Vancouver
L'illa de Vancouver (en anglès Vancouver Island) és una gran illa de la Colúmbia Britànica, a la costa pacífica del Canadà. És la més gran de les illes de la costa oest d'Amèrica, amb 32.134 km², una mica més gran que Catalunya.

## Geografia

Mapa topogràfic de l'illa de Vancouver

L'illa de Vancouver es troba a l'extrem sud-oest de la província de la Colúmbia Britànica. Està separat del continent de la Colúmbia Britànica per l'estret de Johnstone i l'estret de la reina Charlotte al nord i nord-est, i per l'estret de Geòrgia al sud-est, que juntament amb l'estret de Juan de Fuca al sud-oest el separen dels Estats Units. A l'oest de l'illa hi ha l'oceà Pacífic obert, mentre que al nord hi ha Queen Charlotte Sound. L'estret de Geòrgia i Juan de Fuca ja formen part oficialment del mar de Salish, que també inclou Puget Sound.
Les serralades de l'illa de Vancouver recorren la major part de l'illa, dividint-la en una costa oest humida i accidentada i una costa est més seca i ondulada. El punt més alt d'aquestes serres i de l'illa és el Golden Hinde, amb 2,195 m. Situat a prop del centre de l'illa de Vancouver, el parc provincial Strathcona, de 2.500 km², està format d'un grup de cims que inclouen les úniques glaceres de l'illa, la més gran de les quals és la glacera Comox. La costa de la costa oest és accidentada i en molts llocs muntanyosa, caracteritzada pels seus nombrosos fiords, badies i cales. L'interior de l'illa compta amb nombrosos llacs (el llac Kennedy, al nord d’Ucluelet, és el més gran) i rius.
El paral·lel 49° nord travessa l'illa just al nord de Ladysmith a l'est i Ucluelet a l'oest.
Normalment es considera que el sud de l'illa de Vancouver es refereix a la zona al sud de Courtenay, mentre que el nord de l'illa de Vancouver es refereix generalment a la zona al nord del riu Campbell. Aquestes ciutats i l'àrea entre altres de vegades es descriuen com Mid-Island o Central Island.

### Clima
El clima de l'illa de Vancouver és el més suau del Canadà, amb temperatures a la costa fins i tot al gener que solen ser superiors a 0 °C. A l'estiu, els dies més càlids solen tenir un màxim de 28–33 °C. La part sud-est de l'illa té notablement un clima mediterrani càlid d'estiu (Csb) amb nombroses vinyes.
L'efecte ombra de la pluja de les muntanyes de l'illa, així com de les muntanyes de Península Olympic de Washington, crea una gran variació en la precipitació. La costa oest és considerablement més humida que la costa est. La precipitació mitjana anual oscil·la entre 6.650 mm al llac Hucuktlis a la costa oest (el que fa que sigui el lloc més humit d'Amèrica del Nord) a només 608 mm a Victoria Gonzales, l'estació de gravació més seca de la capital provincial de Victòria. Les precipitacions són més intenses a la tardor i l'hivern. La neu és rara a baixes altituds, però és freqüent als cims de les muntanyes de l'illa a l'hivern. L'esquí és popular al mont Washington, a l'illa mitjana, amb una altitud de 1.588 m.
Una característica notable de l'illa de Vancouver és l'extensió de la sequedat estival a latituds tan altes com 50 °N. Només a l'extrem nord de l'illa, prop de Port Hardy, les precipitacions del mes d'estiu més secs arriben a una cinquena part de les dels mesos més plujosos de novembre a març. Les costes occidentals d'altres continents a latituds similars tenen una distribució pràcticament uniforme de les precipitacions al llarg de l'any.

## Geologia

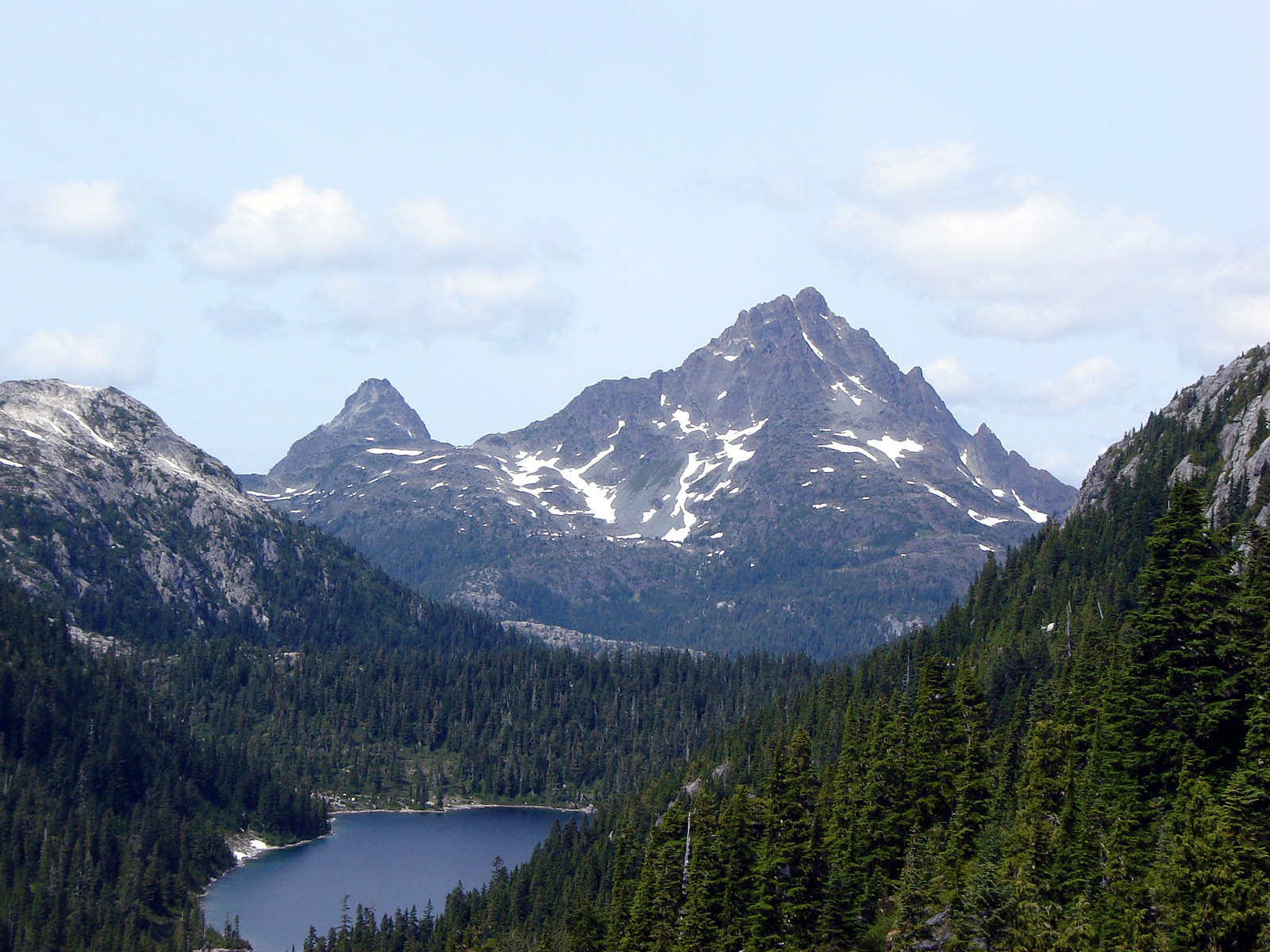
El centre de l'illa de Vancouver conté altes muntanyes, com Golden Hinde.

L'illa de Vancouver està formada principalment per roques volcàniques i sedimentàries que es van formar en alta mar a la desapareguda placa oceànica de Kula. Al voltant de fa 55 milions d'anys durant el període Paleogen, una microplaca de la placa de Kula es va subduir per sota del marge continental nord-americà amb una gran tensió. Així, es va acumular un arc volcànic a la superfície de la placa de Kula i es va fusionar a la vora occidental d'Amèrica del Nord. Aquests terrenys van ser sotmesos a una deformació extrema a causa de la subducció contínua de la placa de Kula, donant lloc a la formació de les muntanyes insulars distorsionades. Gran part de la regió muntanyosa central al voltant del parc Strathcona forma part de la Formació Karmutsen, que és una seqüència de basalts i bretxes toleítiques. Atès que l'illa de Vancouver s'ha convertit en una falca d'acreció al continent nord-americà, la placa Kula s'ha subduït completament per sota d'ella i les restes de la placa Farallon, la placa de Juan de Fuca, ara s'estan subduint per sota de l'illa. Aquest procés ha fet que l'illa de Vancouver sigui una de les regions més actives sísmicament del Canadà. La zona de subducció davant de la costa de l'illa forma una secció del cinturó de foc del Pacífic. S'ha conegut que la zona va acollir en el passat grans terratrèmols, l'últim va ser el terratrèmol de Cascàdia de 1700. L’altiplà prohibit, a l'est de les serralades de l'illa de Vancouver, va ser l'epicentre del terratrèmol de l'illa de Vancouver de 1946 que va registrar 7,3 a l'escala de magnitud del moment, el més fort maig registrat a terra al Canadà.
L'illa de Vancouver va ser la ubicació de l'observació del fenomen sísmic de tremolor i lliscament episòdic (ETS).

## Història
Poblada per tribus índies des de fa uns 8.000 anys, passà a ser objecte de desig de les potències europees (Rússia, Espanya i el Regne Unit) a partir del final del segle xviii. L'illa va ser ocupada per la Primera Companyia de Voluntaris de Catalunya entre el 1790 i 1794 però, després d'un segle de rivalitats, passà definitivament a control britànic el 1794 per la convenció de Nutka. Un capità anglès, George Vancouver, coordinà la cessió espanyola als britànics i acabà proporcionant el nom actual a l'illa. El nom original fou illa de Quadra i Vancouver. Cal fer notar, però, que la ciutat de Vancouver no és a l'illa de Vancouver, sinó al continent; i que la principal ciutat de l'illa de Vancouver, Victòria, no és a l'illa Victòria (una illa molt més gran situada a l'Àrtic). Victòria és, a més, la capital de tota la Colúmbia Britànica.

### Personatges catalans
És interessant recordar el paper destacat d'alguns catalans a la Colúmbia Britànica.
- Pere d'Alberní i Teixidor[21]
- Salvador Fidalgo i Lopegarcía
- Magí Català i Guasch

## Poblament
L'illa té una població d'unes 750.000 persones (2002). Poc menys de la meitat viuen a Victoria. Altres localitats importants són Nanaimo, Port Alberni, Parksville, Courtenay (Vancouver) i Campbell River.

## Economia
L'economia de l'illa (fora de la zona administrativa de Victòria) està dominada per la indústria forestal, si bé el turisme i la pesca també hi són destacables. Moltes de les explotacions forestals són per fer pasta de paper, i es realitzen en granges d'arbres de segona generació que són serrats en cicles de 30 anys. La tala de boscs verges hi és altament controvertida i suscita l'oposició de grups ecologistes (com és el cas dels de Clayoquot Sound).

## Turisme
L'illa de Vancouver atreu sobretot el turisme de natura. Es destaca com a punt d'observació de cetacis. Des de Victoria surten viatges organitzats amb barca, llanxa i fins i tot vols amb hidroavió per anar a veure balenes. Un punt especialment notable és Tofino, situat a la costa oest, al parc natural de Pacific Rim.
Altres atractius són les excursions pel Rain Forest, sortides amb canoes, la pesca de salmons a Campbell River i visites guiades en busca de l'os negre americà, llúdries marines, foques i lleons marins, entre d'altres.